# 阿尔比-加莫国立高等矿业学校
法国阿尔比-加莫国立高等矿业学校（法語：École Nationale Supérieure des Mines d'Albi-Carmaux），简称“阿尔比高等矿业学校”，是一所法国精英式高等教育体制中的工程师学校。学校是法国国立高等矿业电信学校联盟（法語：Institut Mines-Télécom，缩写IMT）的成员之一。阿尔比矿业学校成立于1992年，隶属于法国工业部，是一所高等教育和研究中心。在短暂的发展历程中，学校注重教育理念、技术培养和学生的未来发展。学校始终关注国际工业领域的最前沿，致力于培养专业知识扎实，充满热情，倡导创新的工程师，其已收获广泛好评及多方赞誉。
阿尔比-加莫国立高等矿业学校是一所以工艺工程为基础教学支柱的全科工程师学校，设有工程师、硕士、博士专业及继续教育课程。工程师专业以考试的方式招收已接受两年高等教育（BAC+2）的申请者，以及少数已取得学士学位或研一在读的申请者，并开设有生物健康工程、生态活动与能源、工业工程与信息系统进程、先进材料与结构工程、药剂师-工程师五个专业。阿尔比-加莫国立高等矿业学校与企业需求紧密结合，并以多种形式参与企业项目，包括协助创办企业、市场需求与工艺研究、产品创新研究、毕业设计等。
学院为修读最后一年课程的学生提供8个任选专业：药物工程、生物工业、生态工业、能源工程、材料工程、工业工程、信息系统工程、航空航天材料。在最后一年，学生可以选择到矿业学院集团旗下另一所学校，或在南部-比利牛斯大区（Midi-Pyrénées）的另一所学院，甚至也可赴学校的外国合作伙伴大学学习。

## 地理位置
阿尔比（法语:Albi）位于法国南部-比利牛斯大区（Midi-Pyrénée），是塔恩省（Tarn，81号省）的首府，又被译为"阿勒比"。由于市镇中心的传统建筑一律由红砖砌成，整座城市色调泛红，阿尔比便有了“苍红之城”（Ville Rouge）的美称。塔恩河流过市中心，在河畔，坐落着雄伟的阿尔比圣-塞西勒主教座堂和贝尔比宫。
因土壤肥沃，气候适宜，十五世纪起菘蓝种植加工在这里兴起。伴随塔恩河的流淌，销往全欧，阿尔比的经济由此得到飞跃发展。同时在阿尔比、图卢兹和卡尔卡松形成了一个成规模的菘蓝产地三角洲，这个地区因此又被称作“pays de Cocagne”，引申含义为经济富裕的地方或是理想中的乐土。与主教城防御工事为特征的建筑相比，菘蓝造成的经济腾飞带来了另一种建筑风格的发展，即被称作“Hôtels particuliers”的民居，这种民居具有彰显财富的另一层含义，因此往往选用较当时普遍建筑材料砖材更加昂贵的石材建造，并修建高塔以显示富有。如今这种民居依然完好地保存在阿尔比城中。阿尔比现代的经济发展时期出现在十九和二十世纪，通过面粉工业、细面条加工工业、冶金工业和制帽业的发展，阿尔比进入了工业化时期。